# Otto Albert Tichý
Otto Albert Tichý (14. srpna 1890 Martínkov – 21. října 1973 Praha) byl český hudební skladatel, hudební pedagog, varhanní interpret a překladatel.

## Život
Pocházel z vesnické učitelské rodiny a hudbě se věnoval už od dětství. Studoval na gymnáziu v Brně, kde se seznámil s Jakubem Demlem a jeho prostřednictvím s Josefem Florianem, který na něho měl velký vliv. Po maturitě odešel roku 1910 do Prahy studovat kompozici u Vítězslava Nováka, studium ale nedokončil a řadu let pomáhal jako dobrovolník ve Staré Říši Florianovi při vydávání jeho Dobrého díla.[zdroj?]
V roce 1919 se vrátil k hudbě studiem na Schole Cantorum v Paříži, kde byl ředitelem hudební skladatel Vincent d'Indy. Pod jeho vedením studoval skladbu, gregoriánský chorál a hru na varhany. Po dvou letech už působil jako varhaník postupně ve třech kostelích.[zdroj?]
V roce 1920 vstoupil do manželství s Veronikou Bloy, jejíž otec, významný francouzský spisovatel Léon Bloy, byl Tichému známý již ze Staré Říše, kde s Josefem Florianem přeložili velkou část jeho díla.[zdroj?]
V roce 1926 Tichý přijal nabídku ze švýcarského Lausanne, kde působil jako ředitel kůru u Notre Dame, učil na gymnáziu, na Akademii sv. Cecílie se stal profesorem varhan, gregoriánského chorálu a skladby. Od roku 1932 řídil kantonální sjezdy hudebních ceciliánských jednot.[zdroj?]
Roku 1936 se Tichý vrátil do Prahy, kde se stal kapelníkem a ředitelem kůru v katedrále sv. Víta. Přestože česká hudební společnost ho dlouho vnímala jako nežádoucího cizince, založil s vynikajícím sbormistrem Miroslavem Venhodou soukromou internátní hudební školu Schola Cantorum, která se svými žáky pořádala koncerty duchovní hudby. Současně vydávali také „Praporec – časopis pro lidovou hudbu duchovní“. Komunisté Scholu i Praporec v roce 1950 zakázali. Tichý přispíval také do jiných časopisů, do novin psal pravidelně hudební kritiky a přeložil řadu knih z francouzštiny.[zdroj?]
Napsal také rozsáhlou (dosud nevydanou) studii o Césaru Franckovi.[zdroj?]
Roku 1946 byl Tichý na doporučení profesora B. A. Wiedermanna jmenován profesorem varhanní hry, sborového zpěvu, dirigování a improvizace na Pražské konzervatoři. Krátce působil i na nedávno založené Hudební akademii (pozdější Akademie múzických umění), zde však musel po převzetí moci komunisty jako politicky nežádoucí skončit. Na konzervatoři však jeho působení ředitel Václav Holzknecht obhájil, hlavně proto, že Tichý byl neobyčejně mnohostranný učitel. Působil tam až do roku 1965, kdy odešel do důchodu; o rok dříve se vzdal místa varhaníka a dirigenta u svatého Víta. Až do svých 83 let se však věnoval kompozici zejména církevní a komorní hudby a také překládal z francouzštiny. Zemřel v katedrále sv. Víta po mši den poté, co dokončil sborovou skladbu „Rodné zemi“.

## Dílo
Seznam hudebního díla O. A. Tichého obsahuje přes 320 položek, část skladeb vyšla ještě za jeho života v cizině. Ve Švýcarsku vyšlo také CD s jeho skladbami: „Messe en l'honneur de l'Enfant-Jésus de Prague“, sbor „Pražští pěvci“ řídí Stanislav Mistr, varhaníci Tomáš Flégr a Petr Čech. Vyd. Gallo, Lausanne 2002.[zdroj?]
Mezi jeho nejznámější díla patří:
- Missa festival in honorem Sti Alberti Magni (smíšený sbor a capella)
- Missa pastoralis in honorem Jesu Infantis in Praga (smíšený sbor a varhany)
- A Notre-Dame du Chene (sóla, smíšený sbor a varhany)
- Tantum ergo sacramentum (smíšený sbor a varhany)
- Ave Maria (smíšený sbor a varhany)

Dále napsal čtyři kvarteta, řadu sonát a sonatin pro klavír, varhany nebo různé další nástroje s doprovodem klavíru, desítky klavírních skladeb, několik desítek písní jak světských tak duchovních, několik desítek sborových motet, celkem 12 mší na latinské texty, mnoho liturgických skladeb k různým svátkům církevního roku, 3 vánoční pastorely. Rozsáhlá kantáta Rodné zemi nebyla dosud koncertně provedena.[zdroj?]
Tichý působil rovněž jako překladatel z francouzštiny. Přeložil tři svazky Rollandova díla o Beethovenovi, Bloyovy knihy Na prahu apokalypsy 1913–1915 a Rytířka smrti a dalšíknihy jiných autorů. V roce 1940 mu vyšla brožura O dobrou hudbu duchovní.